# Minerální pramen Richard
Minerální pramen Richard je veřejně přístupný minerální pramen v Lázních Kynžvart v okrese Cheb v Karlovarském kraji.

## Název
Pramen byl pojmenován po Richardu Metternichovi, synovi kancléře Metternicha, který se zasloužil o rozvoj lázeňství v Lázních Kynžvart.

## Přírodní poměry
Pramen vyvěrá v relativně vysoké nadmořské výšce 704 m na jihozápadních svazích Slavkovského lesa svažujících se do Podčeskoleské pahorkatiny.
Vývěry sledují mariánskolázeňský hlubinný zlom, který odděluje Slavkovský les od Podčeskoleské pahorkatiny. V puklinovém systému se formují i ostatní okolní minerální prameny. Horninové podloží tvoří krystalinikum Slavkovského lesa, zastoupené převážně žulami, částečně amfibolity.
Pramen je svým složením podobný minerálním pramenům v širší oblasti Mariánských Lázní, společný je hlubinný zdroj oxidu uhličitého. Minerální vody v Lázních Kynžvart se tvoří v hloubce okolo 80–100 m a vzhledem k poměrně mělké zřídelní struktuře jsou citlivé na zásahy v infiltrační i jímací oblasti. Vydatnost pramene je rovněž značně závislá na množství srážek v oblasti Slavkovského lesa. Pramen je zachycen v 9,3 m hluboké studni a odebírá se v otevřeném dřevěném pavilónu.

## Historie
Pramen byl znám již v polovině 15. století, avšak lázně zde vznikly až v roce 1822 zásluhou šlechtického rodu Metternichů, kterým patřilo zdejší panství od roku 1623 až do roku 1945. S využitím pramenů pro léčebné účely se započalo v polovině 19. století. Kynžvartské minerální prameny zkoumal švédský chemik Berzelius a doporučil podchycení šesti zřídel. V roce 1862 dostalo město impuls ke skutečnému rozvoji lázeňství uznáním minerálních pramenů za léčivé.
Kyselka Richard byla potrubím svedena do stáčírny minerálních vod, postavené roku 1892 u kynžvartského nádraží. Pod obchodním názvem Richardka (Richardsquelle) byla plněna do skleněných lahví a rozesílána do mnoha evropských zemí i do zámoří.
Jímání pramene je umístěno v dřevěném pavilónu a odběr minerálky je zpoplatněn. Zaplatit za odběr je možné mincemi nebo čipovou kartou na výdejovém automatu. Toto opatření se uplatňuje od konce roku 1994, dříve byl bezplatný odběr minerálky zneužíván pro podnikatelské účely. Obnova pramene proběhla v roce 2013. Pramen Richard spravuje a pravidelně kontroluje Dětská léčebna Lázně Kynžvart.

## Vlastnosti a složení
Teplota pramene mírně kolísá mezi 8 a 9 °C, celková mineralizace je nízká a činí přibližně 180 mg/litr. Minerální voda obsahuje vysoké množství oxidu uhličitého, okolo 2 700 mg/litr, což dodává minerálce příjemnou chuť. Její nejvyšší předností je velmi nízký obsah železa v hodnotě 0,016 mg/litr. Pro svůj nízký obsah železa má vysokou trvanlivost bez případného znehodnocení vysráženými okry železa. Vydatnost se uvádí v rozmezí 12–36 litrů/min. Hodnota pH je 5,7. V léčebném procesu je pramen Richard využíván na zajištění pitného režimu pacientů.